# De Bazel (Arnhem)
De Bazel, ook wel Nederlandsche Heidemaatschappij genoemd, is een monumentaal pand in Arnhem in de wijk Sonsbeek-Noord. 
Met de start van het gebouw is in 1912 begonnen naar ontwerp van architect Karel de Bazel, waar het gebouw later ook naar werd vernoemd. De symbolische eerste steen werd gelegd door prins Hendrik. Twee jaar later was de bouw voltooid en nam de opdrachtgever, de Nederlandsche Heidemaatschappij, intrede in het gebouw die het als hoofdkantoor ging gebruiken. 
Het gebouw is gelegen op een geaccidenteerd terrein, waardoor de bouwlagen niet gelijk zijn verdeeld over het gebouw. Zo bevat enkel de westelijke zijde een souterrain. Desondanks is de voorgevel symmetrisch opgezet. Het gebruik van gewapend beton werd voor de eerste malen in Nederland toegepast bij de bouw van een grote hal. Het gebouw is voorzien van vele versieringen, zoals glas in loodramen en schilderingen van Richard Roland Holst. Het gebouw was zo ingedeeld dat de belangrijke personen binnen het bedrijf voor in het gebouw hun zetel hadden en de meeste medewerkers verder achterin zaten. Later is er een grote uitbouw aan het kantoor toegevoegd, welke niet bij het monument hoort. Voor het gebouw staan vier beelden van Gijs Jacobs van den Hof.
Tegenwoordig huisvest het gebouw een advocatenkantoor en notariskantoor.